# Commonwealth-Kongress
Commonwealth-Kongress wird auf den Philippinen das Parlament des Commonwealth der Philippinen genannt, das zuerst 1935 als ein Einkammersystem institutionalisiert und 1940 in ein Zweikammersystem mit Senat und Repräsentantenhaus restrukturiert wurde. Grundlage hierzu war das Inkrafttreten des Philippine Independence Act (Tydings-McDuffie Law), der am 28. März 1934 von Präsident Franklin D. Roosevelt unterzeichnet wurde und am 1. Mai in Kraft trat. 
Der Philippine Independence Act sah eine zehnjährige Vorbereitungsphase vor, bevor die Philippinen endgültig von den Vereinigten Staaten in die Unabhängigkeit entlassen werden sollten. Die Philippinen bekamen eine Vollautonomie zugesprochen, die in ihrer Beziehung zu den USA jedoch Restriktionen unterlag. Es durften pro Jahr nur 50 Filipinos in die USA übersiedeln, während US-Bürgern unreglementiert der freie Zugang zu den Philippinen garantiert wurde. Im Warenaustausch wurde der zollfreie Import von Waren aus den USA vorgeschrieben, während Exporte der Philippinen in die USA reglementiert wurden.

## Nationalversammlung
Das neue Parlament war entsprechend dem Philippine Independence Act als Einkammersystem entworfen worden und wurde bis 1940 als philippinische Nationalversammlung bezeichnet. Es hatte 98 Abgeordnete. Die ersten Wahlen wurden am 17. September 1935 abgehalten und die erste Sitzung am 15. November eröffnet. 
Die ersten Gesetze, die verabschiedet wurden, betrafen hauptsächlich die Umsetzung des Philippine Independence Acts in nationales Recht. Andere wichtige Gesetze waren der Philippine Defence Act von 1935, der den Aufbau der Streitkräfte der Philippinen vorsah, und weitere Gesetze, die die Schaffung der Philippinischen Nationalbank, des National Economic Council, der Census Commission, der Commission of Mindandao and Sulu und des Institute of the National Language in die Wege leiteten. Gemäß der Verfassung von 1935 wurde am 30. April 1937 ein Plebiszit durchgeführt, das das allgemeine Wahlrecht für Frauen durchsetzte und Frauen erlaubte, als Abgeordnete in die Gemeinde-, Provinz- und in die Nationalversammlung gewählt zu werden. Daraufhin zogen bereits 1937 24 Frauen in Gemeinderäte und Provinzparlamente ein.

## Commonwealth-Kongress
1940 wurde das Einkammersystem wieder durch ein Zweikammersystem ersetzt, das wie beim Parlament der Philippinischen Legislative aus einem 24 Mitglieder umfassenden Senat und einem 80 Sitze umfassenden Repräsentantenhaus bestand. Die ersten Wahlen zum Congress wurden im November 1941 abgehalten, zusammen mit den Wahlen zum Präsidenten und Vizepräsidenten, in denen Manuel Quezon und Sergio Osmeña wiedergewählt wurden. Bei diesen Wahlen errang die Nacionalista Party alle 24 Senatorensitze und 70 der 80 Sitze im Repräsentantenhaus. Es fand wegen des Kriegsausbruchs am 7./8. Dezember 1941 jedoch keine Sitzung mehr statt. Nach dem Ende des Zweiten Weltkrieges fanden die ersten Wahlen im Juni 1945 statt; anschließend wurde Manuel Roxas zum Vorsitzenden des Senats und Elpidio Quirino zum stellvertretenden Vorsitzenden gewählt. Am 23. April machte der Commonwealth-Kongress den Weg zur Instituierung des Kongresses der Dritten Philippinischen Republik frei, da das Land am 4. Juli 1946 seine vollständige Unabhängigkeit erhielt.